# Wurdulac
Un wurdulac (en ruso: вурдалак, vurdalak), también deletreado wurdalak o verdilak, es un tipo de vampiro en la mitología del folklore eslavo que debe consumir la sangre de sus seres queridos, convirtiendo en vampiros a toda su familia. Alekséi Tolstói escribió sobre la más famosa de esas familias, en su relato La familia del vurdalak y aparentemente esta noción está basada en dicha obra.
En Rusia, el nombre común de vampiro (o wurdulac) es "upyr" (en ruso: упырь). Hoy en día, los tres términos se consideran sinónimos, pero en el siglo XIX se consideraban entidades separadas, aunque similares. Se decía que el upyr ruso era una  bruja retirada, un hombre lobo o un pecador particularmente desagradable que había sido excomulgado de la iglesia. En Ucrania los upyrs también eran temidos como vampiros que podían provocar sequías y epidemias.
En idioma ruso, la palabra "wurdulac" (en ruso: вурдалак) apareció por primera vez a principios del siglo XIX, y se volvió común debido al poema de 1836 de Alexander Pushkin del mismo nombre, parte del 'Ciclo' Canciones de los eslavos occidentales. Es la forma corrupta de la palabra eslava occidental "volkodlak" (en ruso: волкодлак), que significa literalmente "piel de lobo" o "traje de lobo" (es decir, denota a alguien que "viste" una piel de lobo; un hombre lobo).

## En la cultura popular
- Mario Bava filmó en 1963 una película de terror llamada Sábado Negro que presentaba, a modo de antología, varios episodios diferentes. El segmento de «Los Wurdalak», basado en la  historia de Tolstoy, estaba protagonizado por Boris Karloff .
- El Wurdulac es el Monster in My Pocket # 116.